# 南京东站
南京东站，原称尧化门站，常被简称为宁东，位于中国江苏省南京市东北的尧化街道高庙，为京沪铁路、宁铜铁路的特等编组站，专门办理货物列车到达、解编、出发作业，站场长度8.13公里，占地202.3公顷，为单向三级五场型路网性编组站。南京东机辆段（上局宁东段）位于该站内部。

## 历史
尧化门站始建于清光绪三十四年（1908年），为沪宁铁路首批车站之一，至1958年前仅为设有两股到发线和一股货物装卸线的四等站。随着南京长江大桥的修建，1966年，尧化门站被定为南京铁路枢纽编组站后开始扩建。1968年车站建成直通场，办理过江直通货车的中转技术作业:211。
1969年，车站扩建二期工程开工，目标是将车站建成为南京枢纽的主要编组站，总投资4931万元人民币。1973年5月二期工程竣工，车站建成为初具规模的单向纵列式三级四场双推单溜机械化驼峰编组站。1978年车站正式更名为南京东站，成为特等编组站:211。
1986年因华东地区铁路运力不足，车站常年处于超负荷状态，因此车站开始新一轮的扩建工程。1988年12月建成南京至南京东第三线:242。同年年投资450万元人民币在调车场顺驼峰一侧新建有8条编发线，1989年末建成。至此，南京东站成为具有三级五场规模（到达场、调车场、上行编组场、两座下行编组场）的特等路网性编组站:211。1991年12月19日，正式开通下行场（Ⅴ场）:266。截至1999年，南京东站有站线126股，线路总长120多公里。
2005年10月开始，车站进行信号改造工程，改造工程包括站内正侧线电码化采用ZPW-2000A型设备，既有交流50HZ轨道区段更换为97型25HZ轨道电路并增设扼流变压器，安装及调试联锁道岔852组，敷设各类型电缆996公里等事项，于2006年6月12日完工。2006年6月25日，车站正线实现电气化，同日车站迎来首列由上海西站发出的电力21034次货物列车。2007年车站站场边缘安装围墙，以确保行车安全。

## 车站结构

### 编组站

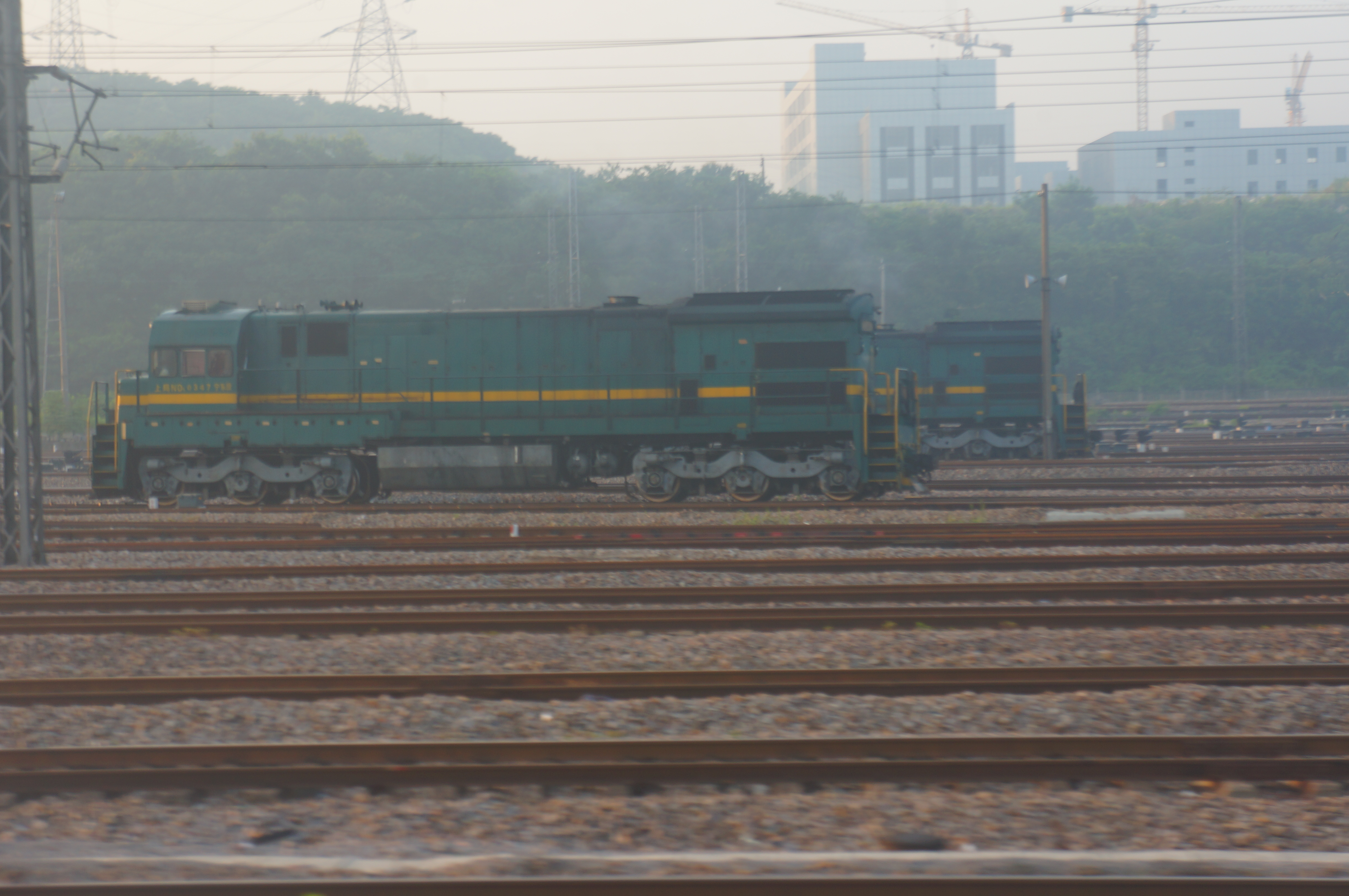
ND5型柴油机车于调车场

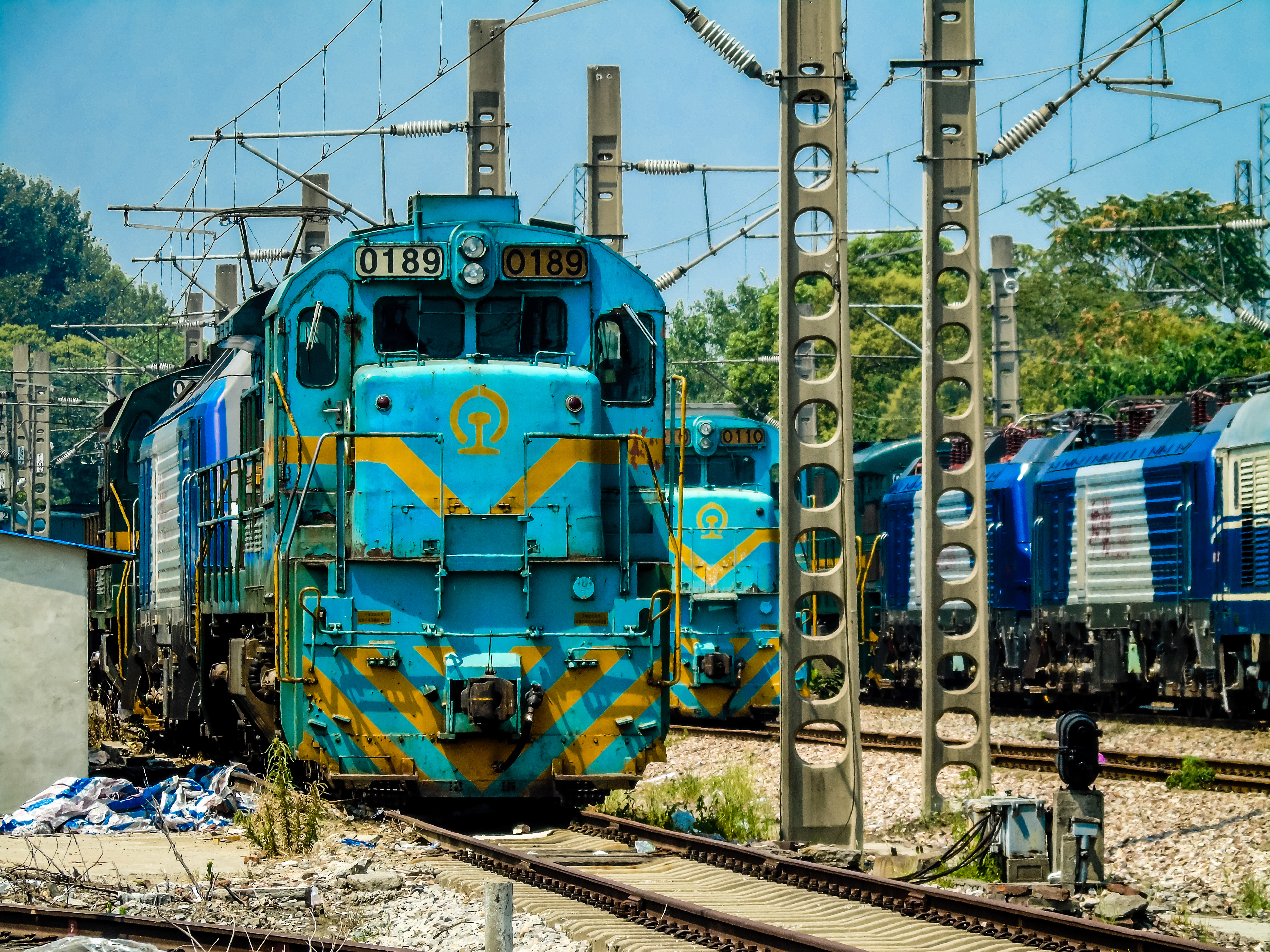
南京东机务段内机车

南京东站为三级五场特等路网性编组站，分别为到达场、调车场、编发场和2座出发场，正线外包。车站设有通往南京东机辆段（原南京东机务段）和南京东车辆段的专用线，主要办理路料如矿建类、油类、工机类的到发业务。2019年，车站东南宁芜出发线、宁东环到线合围地块修建南京地铁7号线马家园车辆段。
其中到达场位于站场最西侧，设有客运站台2702平方米、100平方米的候车室一座。到达场南侧为南京东机辆段南京东检修车间。机辆段车间整备场设有15条股道，负责整备南京片区的机车。
调车场和编发场位于站场中部，共设有可溜放股道32条、机械化驼峰一座、预推线2股、军运线2股、货物倒装线2股、禁溜线4股。其中B2-B16道固定存放京沪下行车流和栖霞山北站车流，其中B9-B12为固定存放终到京沪线沪宁段中间站列车；B17-B29道存放京沪上行车流和宁铜线车流，调车场北侧为编发场。下行场（Ⅴ场）和上行场位于车站最东端，其中下行场设有8条股道:211。
| →京沪到达线 |
| ↗宁芜到达线 |

| ← \| 京沪三线 \| \| 京沪上行线 \| |
| 宁芜出发线↙                       |
| 京沪三线                          |
| 京沪上行线                        |

| 京沪三线   |
| 京沪上行线 |

### 客场

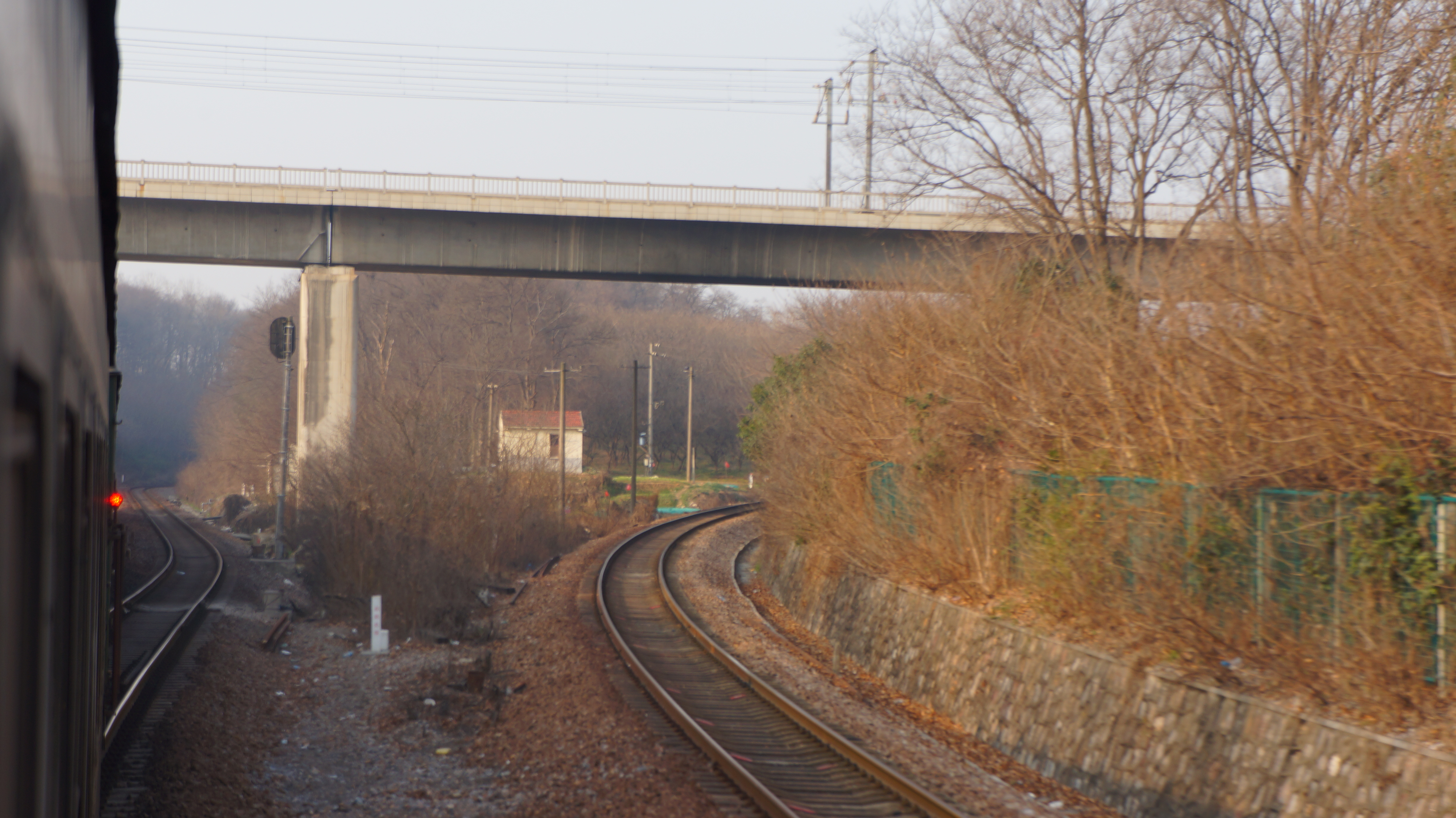
门南村线路所

南京东客场（又称尧客）位于西侧的京沪线和宁芜客车线的交汇处。车站西咽喉至南京站区间为三线区段，并引出宁芜铁路出发线和到达线。京沪铁路上下行正线与第三线、宁芜正线及客车联络线在空间布局上构成一个倒三角形。宁芜出发线和到达线在紫金山站北侧设有门南村线路所，向西北方向引出客车联络线通往南京站方向。
| 北↑ |  |                                       |
|     |  | 0 （兴卫村站）京沪铁路下行线（Ⅰ场）→  |
|     |  | 0 京沪铁路到达线（Ⅰ场）→              |
|     |  | ↔（兴卫村站）京沪铁路三线（Ⅲ场）←     |
|     |  | ←（南京站）京沪铁路上行线（Ⅲ场）      |
|     |  | 0 宁芜铁路客车联络线（门南村线路所）→ |
| 南↓ |  |                                       |

## 下辖车站
南京东站为上海铁路局的直属车站，最初下辖栖霞山北和兴卫村站:211。2003年12月原由丹阳车务段管辖的龙潭和栖霞山站并入南京东站管辖，2005年5月23日原南京南直属站（中华门）整体建制并入，2011年3月28日原由南京直属站管辖的江北七站改由本站管辖:245。车站下辖有21个自然站:223，包括路网型特等编组站南京南站、一等区段站南京北站、二等货运站中华门站，以及其他7个三等站和11个四、五等站。2018年起又开始管辖尧化门站。
南京东站目前下辖以下车站：
- 京沪：栖霞山北、东葛、永宁镇、高里、林场、兴卫村、南京东、龙潭
- 宁铜：紫金山、沧波门、光华门、中华门、西善桥、建宁、古雄、江宁镇、铜井
- 支线：南京北、浦镇、梅桂营、栖霞山北、尧化门

## 参看
- 沪宁铁路
- 南京站
- 南京西站
- 中华门站